# Alan Crosland
Alan Crosland est un réalisateur, scénariste et producteur américain né le 10 août 1894 à New York aux États-Unis, mort le 16 juillet 1936, dans un accident d'automobile survenu sur Sunset Boulevard à Los Angeles (Californie). On lui attribue unanimement le premier film parlant : Le Chanteur de jazz en 1927.

## Biographie
Il est le père du monteur et réalisateur Alan Crosland Jr. (1918-2001).

## Filmographie

### comme réalisateur
- 1916 : The Fear Market
- 1917 : Kidnapped
- 1917 : The Light in Darkness (en)
- 1917 : Chris and His Wonderful Lamp (en)
- 1917 : Knights of the Square Table
- 1917 : The Little Chevalier (en)
- 1917 : The Apple-Tree Girl (en)
- 1917 : Friends, Romans and Leo
- 1918 : Le Sceptique (The Unbeliever)
- 1918 : Le Tourbillon (The Whirlpool)
- 1919 : The Country Cousin (en)
- 1920 : Jennie
- 1920 : Greater Than Fame (en)
- 1920 : Youthful Folly
- 1920 : La Gamine (The Flapper)
- 1920 : The Point of View (en)
- 1920 : Everybody's Sweetheart
- 1920 : Broadway and Home (en)
- 1921 : Worlds Apart (en)
- 1921 : Is Life Worth Living? (en)
- 1921 : Room and Board
- 1922 : Shadows of the Sea
- 1922 : Why Announce Your Marriage?
- 1922 : The Prophet's Paradise (en)
- 1922 : The Snitching Hour (en)
- 1922 : Slim Shoulders (en)
- 1922 : Le Visage dans le brouillard (The Face in the Fog)
- 1923 : Les Ennemis de la femme (Enemies of Women)
- 1923 : Sous la robe rouge (Under the Red Robe)
- 1924 : Amours de Reine (Three Weeks)
- 1924 : Miami
- 1924 : L'Obsession du devoir (Unguarded Women)
- 1924 : Sinners in Heaven
- 1925 : Contrebande (en) (Contraband)
- 1925 : Compromise
- 1925 : Bobbed Hair
- 1926 : Don Juan
- 1927 : Le Roman de Manon (When a Man Loves)
- 1927 : L'Étrange Aventure du vagabond poète (The Beloved Rogue)
- 1927 : Old San Francisco
- 1927 : Le Chanteur de jazz (The Jazz Singer)
- 1928 : Glorious Betsy
- 1928 : The Scarlet Lady (en)
- 1929 : La Revue en folie (On with the Show!)
- 1930 : Le Général Crack (General Crack)
- 1930 : The Furies (en)
- 1930 : Le Chant de la flamme (Song of the Flame)
- 1930 : Big Boy (en)
- 1930 : Nuits viennoises (Viennese Nights)
- 1930 : Captain Thunder
- 1931 : Children of Dreams (en)
- 1932 : The Silver Lining
- 1932 : Week Ends Only
- 1933 : Hello, Sister!
- 1934 : Massacre
- 1934 : Midnight Alibi (en)
- 1934 : The Personality Kid (en)
- 1934 : The Case of the Howling Dog
- 1935 : The White Cockatoo (en)
- 1935 : It Happened in New York
- 1935 : Mister Dynamite
- 1935 : Lady Tubbs
- 1935 : King Solomon of Broadway
- 1935 : 'It Happened in New York (en)
- 1936 : The Case of the Black Cat (en)
- 1954 : Thrills from the Past

### comme scénariste
- 1922 : Why Announce Your Marriage?
- 1924 : Miami